# Hola Frida
Pour les articles homonymes, voir Frida.
Pour plus de détails, voir Fiche technique et Distribution.
Hola Frida est un film d'animation franco-québécois réalisé par André Kadi et Karine Vézina, sorti en 2024.
Adapté de l'album de jeunesse Frida, c’est moi écrit par Sophie Faucher et illustré par Cara Carmina, le film s'inspire de la jeunesse de Frida Kahlo. Empreint de culture mexicaine, il raconte l’histoire d’une petite fille qui apprivoise son handicap et sa différence, grâce à la puissance de l’imaginaire, de la créativité et à la présence bienveillante de son entourage.

## Fiche technique
Sauf indication contraire, les informations mentionnées dans cette section peuvent être confirmées par les bases de données cinématographiques  présentes dans la section « Liens externes ».
- Titre : Hola Frida
- Réalisation : André Kadi et Karine Vézina
- Scénario : André Kadi, Sophie Faucher et Anne Bryan, d'après le livre Frida, c’est moi de Sophie Faucher (textes) et Cara Carmina (illustrations)
- Musique : Laetitia Pansanel-Garric
  - Chansons : Laetitia Pansanel-Garric et Olivia Ruiz
- Direction artistique : Marie-Michelle Laflamme
- Son : Yan Volsy
- Production : André Kadi et Florence Roche
  - Coproduction : Laurence Petit et Eliott Khayat
  - Production associée : Sophie Faucher
- Sociétés de production : Tobo Média, Du Coup Studio Production, Haut et Court
- Studio d’animation: Du Coup Animation
- Société de distribution : Haut et Court (France) ; Maison 4:3 (Canada)
- Pays de production :  France,  Québec
- Langue originale : français (dialogues utilisant ponctuellement des mots espagnols)
- Genre : animation, biographie
- Durée : 82 minutes
- Dates de sortie :
  - France : 15 juin 2024 (Festival d'Annecy) ; 12 février 2025 (sortie nationale)

## Distribution des voix
Sauf indication contraire, les informations mentionnées dans cette section peuvent être confirmées par les bases de données cinématographiques  présentes dans la section « Liens externes ».
- Olivia Ruiz : Frida adulte / l'autre Frida dans les rêves
- Emma Rodriguez : Frida enfant / l'autre Frida enfant
- Rebecca Gonzalez : Cristina (sœur de Frida) enfant
- Léo Côté : Tonito enfant / Pedro
- Sophie Faucher : Matilde (mère de Frida)
- Manuel Tadros : Guillermo (père de Frida)
- Anne Girard : La Muerte
- Joey Bélanger : Rafael enfant

## Distinctions

### Récompenses
- Festival du film de Munich 2025 : Cinekindl